# Eerste Kamerverkiezingen 1893
De Eerste Kamerverkiezingen 1893 waren reguliere Nederlandse verkiezingen voor de Eerste Kamer der Staten-Generaal. Zij vonden plaats op 11 juli 1893.
De verkiezingen werden gehouden voor een derde deel van de zittende leden van de Eerste Kamer van wie de zittingstermijn afliep. Bij deze verkiezingen kozen de leden van Provinciale Staten - die bij de Statenverkiezingen in mei 1892 gekozen waren - in elf kiesgroepen naar provincie zeventien nieuwe leden.
De uitslag van de verkiezingen was als volgt:
| Groepering/partij          | Zetels | Zetels | Zetels | Zetels | Zetels | Zetelverdeling naar provincie | Zetelverdeling naar provincie | Zetelverdeling naar provincie | Zetelverdeling naar provincie | Zetelverdeling naar provincie | Zetelverdeling naar provincie | Zetelverdeling naar provincie | Zetelverdeling naar provincie | Zetelverdeling naar provincie | Zetelverdeling naar provincie | Zetelverdeling naar provincie |
| Groepering/partij          | 1890   | Af     | Bij    | 1893   | +/−    | Gr                            | F                             | D                             | O                             | Ge                            | U                             | NH                            | ZH                            | Z                             | NB                            | L                             |
| -------------------------- | ------ | ------ | ------ | ------ | ------ | ----------------------------- | ----------------------------- | ----------------------------- | ----------------------------- | ----------------------------- | ----------------------------- | ----------------------------- | ----------------------------- | ----------------------------- | ----------------------------- | ----------------------------- |
| Liberale Unie              | 32/34  | 12     | 10     | 32     | −2     | 3                             | 4                             | 2                             | 3                             | 1                             |                               | 8                             | 10                            | 1                             |                               |                               |
| katholieken                | 11     | 4      | 5      | 12     | +1     |                               |                               |                               |                               | 2                             | 1                             |                               |                               |                               | 6                             | 3                             |
| Anti-Revolutionaire Partij | 1/2    | 0      | 2      | 4      | +2     |                               |                               |                               |                               | 2                             | 1                             |                               |                               | 1                             |                               |                               |
| conservatief-liberalen     | 2      | 1      | 0      | 1      | −1     |                               |                               |                               |                               |                               |                               | 1                             |                               |                               |                               |                               |
| conservatieven             | 2/1    | 0      | 0      | 1      | 0      |                               |                               |                               |                               | 1                             |                               |                               |                               |                               |                               |                               |
| gematigde liberalen        | 2/0    | 0      | 0      | 0      | 0      |                               |                               |                               |                               |                               |                               |                               |                               |                               |                               |                               |
| totaal                     | 50     | 17     | 17     | 50     | 0      | 3                             | 4                             | 2                             | 3                             | 6                             | 2                             | 9                             | 10                            | 2                             | 6                             | 3                             |

## Gekozenen
Bij deze verkiezingen waren zeventien leden aftredend, van wie dertien leden herkozen werden. De stemmingen voor de overige vacatures hadden de volgende resultaten:
- Door Provinciale Staten van Gelderland werd Willem Cremers (katholieken) gekozen die de aftredende afgevaardigde Jacobus Thooft (Liberale Unie) versloeg met 32 tegen 28 stemmen.
- Door Provinciale Staten van Gelderland werd Derck Engelberts (Anti-Revolutionaire Partij) gekozen die de aftredende afgevaardigde Justinus van Nagell (conservatief-liberalen) versloeg met 31 tegen 29 stemmen.
- Door Provinciale Staten van Noord-Holland werd Melchert de Jong (Liberale Unie) gekozen in de vacature ontstaan door het aftreden van Jan Kappeyne van de Coppello die had aangegeven niet herkiesbaar te zijn.
- Door Provinciale Staten van Zeeland werd Karel Godin de Beaufort (Anti-Revolutionaire Partij) gekozen die de aftredende afgevaardigde Willem Six (Liberale Unie) versloeg met 17 tegen 10 stemmen.

De zittingsperiode van de Eerste Kamer ging in op 19 september 1893. De zittingstermijn van de gekozen Kamerleden bedroeg negen jaar.
*1850 · 1853 · 1856 · 1859 · 1862 · 1865 · 1868 · 1871 · 1874 · 1877 · 1880 · 1883 · *1884 · 1887 (I) · *1887 (II) · *1888 · 1890 · 1893 · 1896 · 1899 · 1902 · *1904 · 1907 · 1910 · 1913 · 1916 · *1917 · 1919 · *1922 · *1923 · 1926 · 1929 · 1932 · 1935 · *1937 · *1946 · *1948 · 1951 · *1952 · 1955 · *1956 (I) · *1956 (II) · 1960 · *1963 · 1966 · 1969 · *1971 · 1974 · 1977 · 1980 · *1981 · *1983 · *1986 · 1987 · 1991 · 1995 · 1999 · 2003 · 2007 · 2011 · 2015 · 2019 · 2023

* algemene verkiezingen in verband met vervroegde ontbinding van de Eerste Kamer

vanaf 1987 bedraagt de vaste zittingstermijn van de Eerste Kamer vier jaar